# Bremer Hütte (Geisweid)

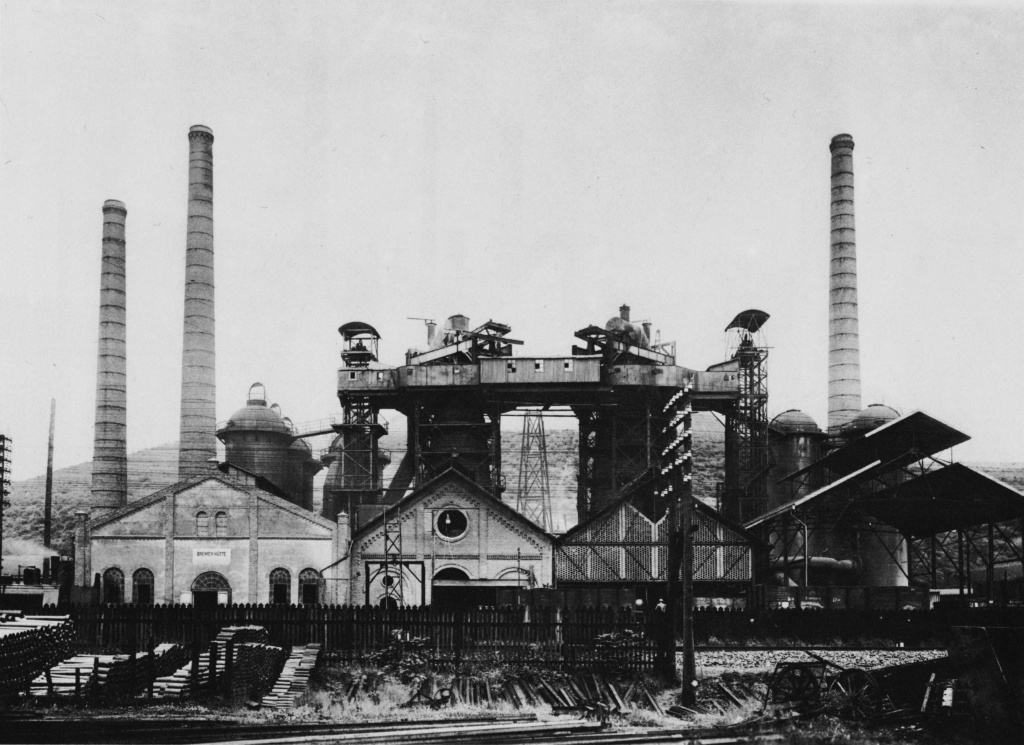
Die Bremer Hütte um 1913, fotografiert von Peter Weller (1868–1940)

Die Bremer Hütte war ein Hüttenwerk im heutigen Siegener Stadtteil Geisweid im Siegerland. Die daraus entstandene AG Bremer Hütte war zeitweise das zweitgrößte Unternehmen im Siegerland.

## Geschichte
Im Jahr 1873 wurde die Bremer Hütte von Kaufleuten aus Bremen errichtet und in Betrieb genommen. In den darauf folgenden Jahren geriet ihre Gesellschaft jedoch in finanzielle Schwierigkeiten. 1880 ging die Hütte daher an die Bremer Bank über, die sie an den Kirchener Kommerzienrat Walter Siebel verpachtete, Direktor der Grube Storch & Schöneberg. 1888 wurde dann die Aktiengesellschaft Bremer Hütte gegründet. Um die Jahrhundertwende absolvierte Friedrich Flick, späterer Direktor der Charlottenhütte in Niederschelderhütte, seine Kaufmannslehre in der Bremer Hütte. 1917 wurde die Bremer Hütte mit der Gosenbacher Gewerkschaft Storch & Schöneberg, der seit 1895 auch die Gosenbacher Hütte gehörte, zur Storch & Schöneberg AG für Bergbau und Hüttenbetrieb vereinigt. 
Die Gesellschaft erwarb mehrere Industriebetriebe in Klafeld, Geisweid, Haardt, Weidenau und Netphen, unter anderem Walzwerke. Das Unternehmen gliederte Kessel-, Niet-, Apparate-Produktionen und Ziegeleien an und wurde nach der bereits erwähnten Charlottenhütte das zweitgrößte Unternehmen im Siegerland mit zusammen 2.700 Mitarbeitern. In den 1920er Jahren beteiligte sich der Mannesmann-Konzern an der Bremer Hütte und erwarb ein Drittel aller Aktien. Stahl und Roheisen der Hütte gingen fortan meist an Mannesmann. Nachdem Mannesmann am Niederrhein ein großes Hochofenwerk errichtet und in dem Siegerländer Unternehmen die Aktienmehrheit übernommen hatte, wurde die Hütte bereits zum 31. Januar 1930 stillgelegt und bis 1934 demontiert oder abgebrochen. Die Geisweider Eisenwerke übernahmen das Gelände und 1936/1937 einige Gebäude. Heute erinnert noch der Monte Schlacko an den ehemaligen Betrieb der Bremer Hütte.

## Hüttenanlage und Werksbahnen
Die Hütte stand teils auf Geisweider und teils auf Weidenauer Gebiet. Während die beiden Hochöfen der Eisenhütte in Weidenau standen, befand sich der Rest der Anlage auf Geisweider Gemarkung. Die beiden Hochöfen hatten eine Kapazität von jeweils 150 t.
Die Werksbahnen der Hütte hatten eine Spurweite von 750 mm und Normalspur. Während die Normalspur zum Geisweider Bahnhof führte, dienten die Schmalspurbahnen nur zum Versorgen der Hochöfen mit Erz und Koks sowie zum Abtransportieren der Schlacke.